# Sanctuary Point
Sanctuary Point é uma cidade em Nova Gales do Sul, na Austrália, na região da cidade de Shoalhaven, às margens da bacia de St Georges.